# Светлогорск (Нижегородская область)
Светлого́рск — посёлок в Шатковском районе Нижегородской области России. Административный центр Светлогорского сельсовета.

## География
Посёлок находится в юго-восточной части Нижегородской области, в зоне хвойно-широколиственных лесов, при автодороге 22Н-4710, на расстоянии приблизительно 6 км (по прямой) к западу от рабочего посёлка Шатки, административного центра района.
Климат
Климат характеризуется как умеренно континентальный, с коротким умеренно тёплым летом и холодной продолжительной зимой. Среднегодовая температура — 3,6 °C. Средняя температура воздуха самого тёплого месяца (июля) — 18,8 °C; самого холодного (января) — −12,4 °C (абсолютный минимум — −44 °C). Среднегодовое количество атмосферных осадков составляет 430 мм, из которых 281 мм выпадает в период с апреля по октябрь. Устойчивый снежный покров устанавливается в третьей декаде ноября и держится около 154 дней.
Часовой пояс
Посёлок Светлогорск, как и вся Нижегородская область, находится в часовой зоне МСК (московское время). Смещение применяемого времени относительно UTC составляет +3:00.

## Население
| 2002 | 2010  |
| ---- | ----- |
| 1049 | ↘1048 |

Национальный состав
Согласно результатам переписи 2002 года, в национальной структуре населения русские составляли 96 %.

## Улицы
| - ул. Запрудная, - ул. К. Маркса, - ул. Ленина, - ул. Мичурина, | - ул. Молодёжная, - ул. Спортивная, - ул. Строителей, - ул. Центральная. |